# Ga đại học nữ sinh Sungshin
Ga Đại học Nữ sinh Sungshin (Donam) (Tiếng Hàn: 성신여대입구역, Hanja: 誠信女大入口(敦岩)驛) là ga trung chuyển của Tàu điện ngầm vùng thủ đô Seoul tuyến 4 và Tuyến đường sắt nhẹ Ui-Sinseol nằm ở Dongsomun-ro, Seongbuk-gu, Seoul. Giống như cái tên, nó nằm gần trường đại học nữ sinh Sungshin.

## Lịch sử
- 13 tháng 9 năm 1983: Tên ga quyết định là Ga Donam [2]
- 1 tháng 4 năm 1985: Đổi thành Ga Đại học Nữ sinh Sungshin [3]
- 20 tháng 4 năm 1985: Việc kinh doanh bắt đầu với việc khai trương đoạn vào Sanggye - Đại học Hansung của Tàu điện ngầm Seoul tuyến 4.
- 2 tháng 9 năm 2017: Trở thành ga trung chuyển với việc khai trương Tuyến Ui-Sinseol.

## Bố trí ga

### Tuyến số 4 (B2F)
| Gireum ↑          |
| \| N/B            |
| ↓ Đại học Hansung |

| Hướng Bắc | ● Tuyến 4 | ← Hướng đi Gireum · Mia · Chang-dong · Nowon · Jinjeop |
| Hướng Nam | ● Tuyến 4 | → Hướng đi Dongdaemun · Myeong-dong · Ansan · Oido →   |

### Tuyến Ui-Sinseol (B4F)
| Jeongneung ↑ |
| \| N/B       |
| ↓ Bomun      |

| Hướng Bắc | ● Tuyến Ui-Sinseol | ← Hướng đi Samyang · Bukhansan Ui |
| Hướng Nam | ● Tuyến Ui-Sinseol | → Hướng đi Bomun · Sinseol-dong → |

## Xung quanh nhà ga
- Trường THCS nữ sinh Sungshin
- Trường THPT nữ sinh Sungshin
- Đại học nữ Sungshin
- Trung tâm phúc lợi hành chính Dongseon-dong
- Trung tâm phúc lợi hành chính Samseon-dong
- Đại học nữ CGV Sungshin
- Bưu điện Donam
- Sở cảnh sát Seoul Seongbuk
- Văn phòng Seongbuk-gu
- Chợ Donam
- Trung tâm An toàn Donam 119
- Trường tiểu học Donam
- Căn hộ Songsan
- Khu vực Donam
- Trường tiểu học Uchon
- Trường tiểu học Seoul Jeongdeok
- Ngân hàng Công nghiệp Hàn Quốc
- Đền Heungcheonsa
- Trường trung học cơ sở Gomyeong
- Trường trung học công nghiệp thông tin Gomyeong
- Trường tiểu học Maewon
- Trung tâm phúc lợi người khiếm thị Seongbuk

## Hình ảnh

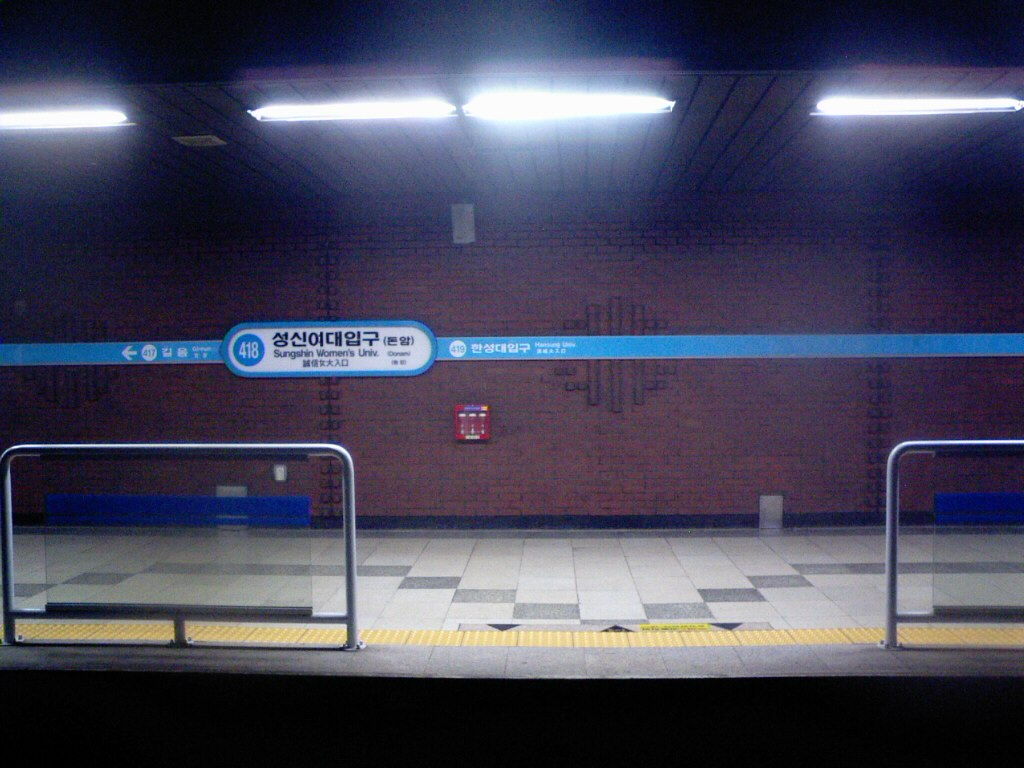
Sân ga hướng tới Ga Danggogae (Trước khi lắp đặt cửa chắn)
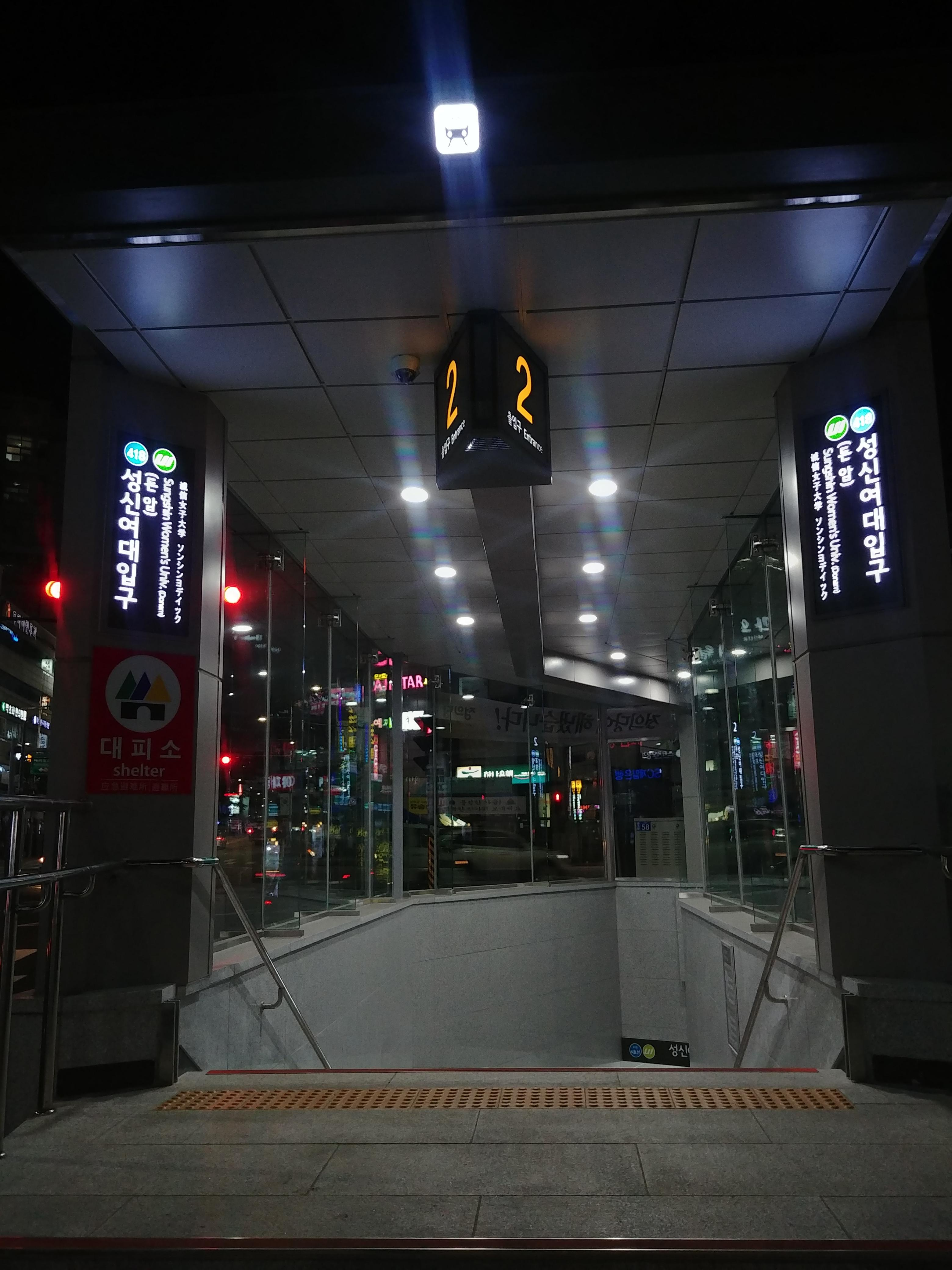
Lối vào 2
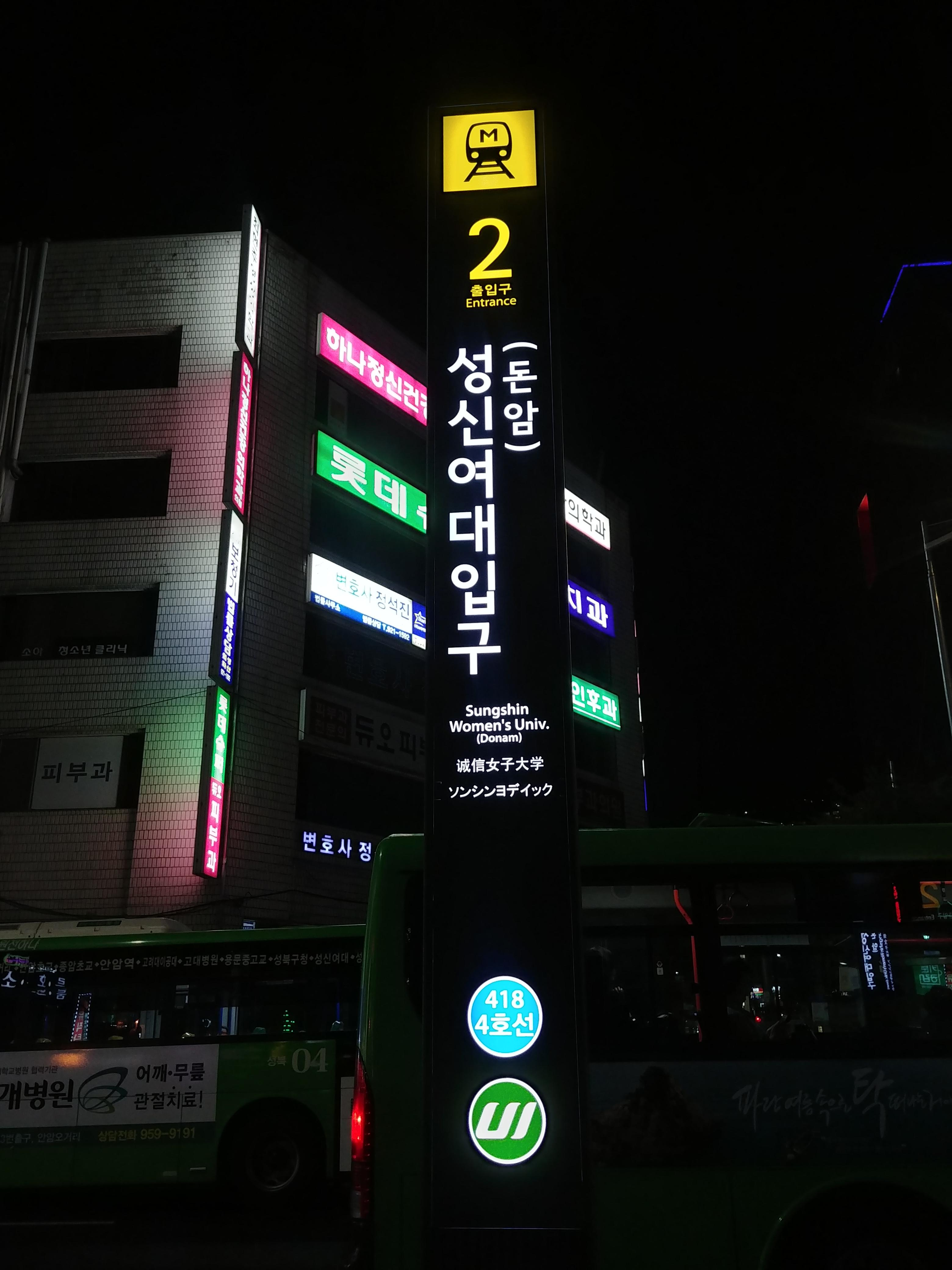
Bảng tên ga Lối ra 2
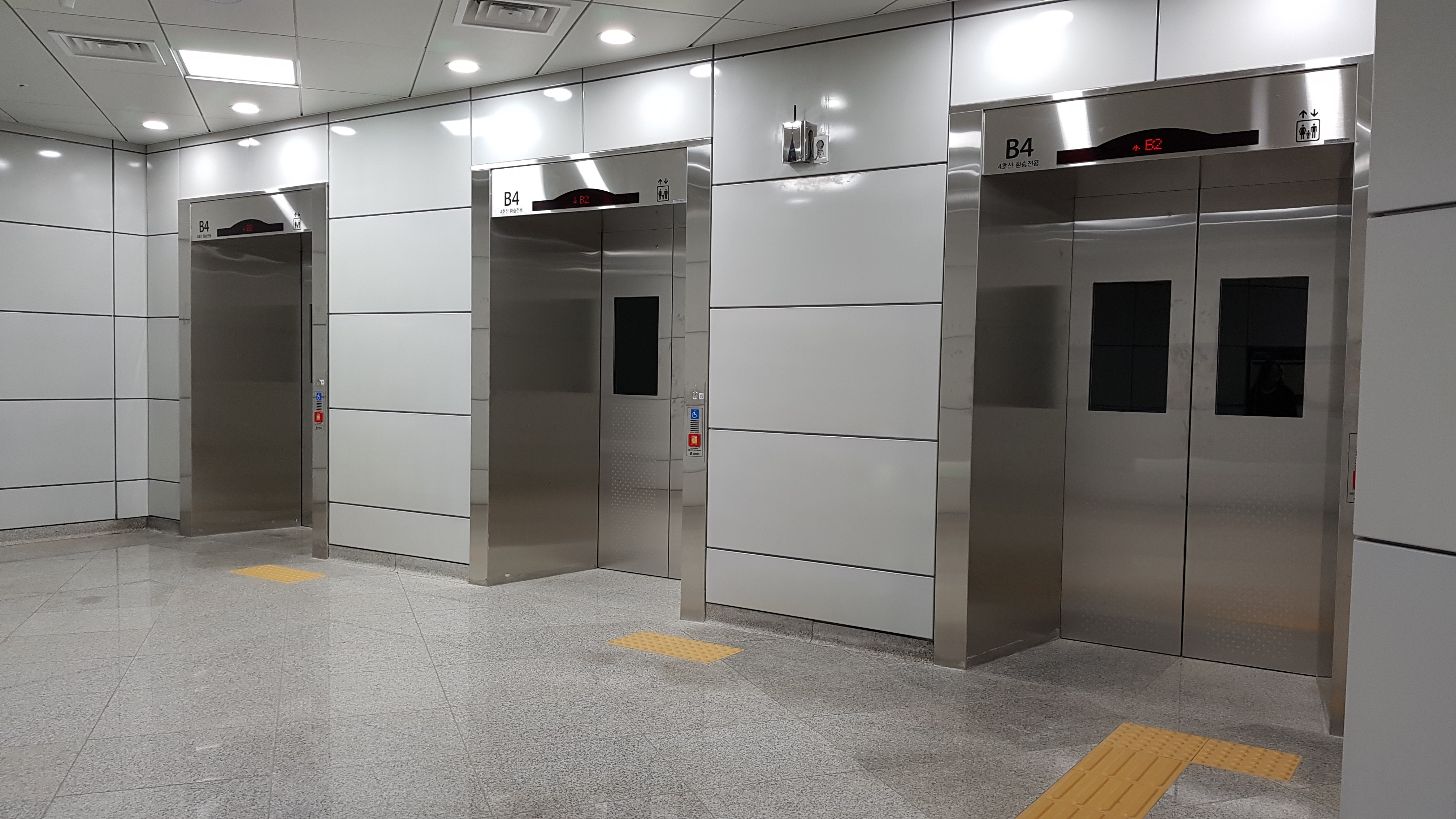
Thang máy lối đi chuyển tuyến